# 警戒与镇压反法西斯主义组织
警戒与镇压反法西斯主义组织（義大利語：Opera Vigilanza Repressione Antifascismo），缩写OVRA，是意大利王国维托里奥·埃马努埃莱三世统治时期的秘密警察组织，由意大利法西斯领导人墨索里尼于1927年仿照苏联类似组织契卡（全俄肃清反革命及怠工非常委员会）建立。纳粹德国建立的秘密警察曾以该组织为原型。该组织主要负责压制民间的反法西斯活动或情绪，并将大约50000名特务渗透到意大利社会的各方各面。因该组织的名称从未在官方文件中出现，所以它的官方名称仍不明确。

## 影视描写
- 红猪